# Felice Rix-Ueno
Felice "Lizzie" Rix-Ueno (Viena, 1 de junio de 1893–Kioto, 15 de octubre de 1967) fue una diseñadora textil y de papeles pintados austriaca. Vivió en Japón y se convirtió en una figura influyente en la escena del arte moderno japonés.

## Trayectoria
Estudió en la Universidad de Artes Aplicadas de Viena y tuvo como profesor al arquitecto estadounidense Josef Hoffmann. Trabajó en la agrupación de artistas Wiener Werkstätte donde diseñó papeles pintados y textiles. En 1925, se casó con el arquitecto japonés Isaburo Ueno, que trabajaba en el estudio de arquitectura de Hoffmann. Se mudaron juntos a Japón y, después de la Segunda Guerra Mundial, dio clases en la Universidad de Kioto donde contribuyó a la formación de nuevas generaciones de diseñadores.
Su obra, reconocida por su capacidad para integrar las sensibilidades artísticas de Viena y Kioto, forma parte de las colecciones de instituciones  como el Cooper Hewitt, el Museo de Diseño Smithsonian, el Museo Metropolitano de Arte, el Instituto de Arte de Chicago, el Museo de Arte del Condado de Los Ángeles y el Museo Nacional de Arte Moderno de Kioto. Este último destaca su trabajo como un ejemplo de la síntesis entre ambas tradiciones artísticas.

## Reconocimientos
En 2024, el Museo de Artes Aplicadas de Viena (MAK) le dedicó a Felice Rix-Ueno su primera exposición individual fuera de Japón, coincidiendo con el 130º aniversario de su nacimiento. Con más de 200 piezas, la retrospectiva STARS, FEATHERS, TASSELS: The Wiener Werkstätte Artist Felice Rix-Ueno (1893–1967) destacó su estilo poético y su impacto en Wiener Werkstätte, así como su legado en el diseño textil, la ilustración y la enseñanza en Japón, reafirmando su lugar como una de las artistas más notables de la modernidad vienesa.